# Альпен
Альпен (нем. Alpen) — коммуна, расположена в Нижнем Рейне на северо-западе земли Северный Рейн-Вестфалия, является административной частью района Везель крупного административного округа Дюссельдорф. Она является также членом немецко-нидерландского объединения Euregio Rhein-Waal.
Население составляет 12 428 человека (на 31 марта 2019 года). Занимает площадь 59,54 км².
Община подразделяется на 4 сельских округа.

## Население
| Год  | Численность | Численность |
| ---- | ----------- | ----------- |
| 1975 | 9643        | [ 4 ]       |
| 2014 | 12 622      |             |
| 2017 | 12 612      | [ 1 ]       |
| 2018 | 12 463      | [ 5 ]       |
| 2019 | 12 463      | [ 6 ]       |
| 2021 | 12 528      | [ 7 ]       |
| 2022 | 12 649      | [ 8 ]       |
| 2023 | 12 870      | [ 2 ]       |

## Достопримечательности
- Крепость Альпен.
- Католическая церковь святого Ульриха.
- Евангелическая приходская церковь.
- Мемориальная доска на здании бывшей синагоги.
- Историческое еврейское кладбище.
- Здание железнодорожного вокзала.
- Природоохранная территория «Лес Лёйхт».

## Известные личности
- Амалия Нойенар-Альпенская (1539—1602), герцогиня, графиня Лимбургская и курфюрстин Пфальцская.
- Иоганн Генрих Любек (1799—1865), первый руководитель Гаагской консерватории — родился в Альпене[9].

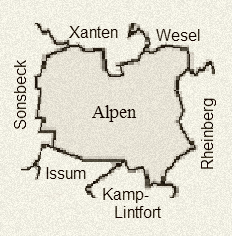
Альпен